# علم البصريات البلورية

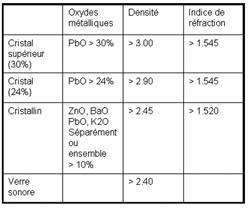

البصريات البلورية هو فرع من البصريات ينطوي تحت بند انتشار الضوء (أو الأشعة) في المواد غير المتجانسة (anisotropic) كما هو الحال في الكريستال (البلورات)، حيث ينتشر الضوء بصورة متباينة الخواص تعتمد على إتجاه الإشعاع في الكريستال. معامل الانكسار هنا ليس ثابتا وإنما يتكون من قسمين وتعتمد قيمتهما على بنية الكريستال (crystal structure) ويمكن حسابهما بعلاقة غلادستون ديل.

الكرسيستال بطبيعته متباين الخواص (له أكثر من معامل انكسار)، وفي بعض البلورات السائلة يمكن تهييجها بحيث تصبح غير متجانسة الخواص عبر تسليط حقل كهربائي خارجي عليها.

## المواد المتجانسة
في المواد متجانسة الخواص (isotropic media) مثل الزجاج، ينتشر الضوء بطريقة ثابتة متجانسة حيث لا يواجه إلا معامل انكسار واحد وبلا فرق في أي الإتجاهات يتم الإشعاع داخل المادة.

معادلة ماكسويل التي تربط بين الإزاحة الكهربائية و الحقل كهربائي تعطى في المادة متوحدة الخواص كما يلي:

{\displaystyle {\vec {D}}=\varepsilon _{0}\cdot {\vec {E}}+{\vec {P}}}

{\displaystyle \varepsilon _{0}}: عامل سماحية المادة

{\displaystyle {\vec {D}}}: الإزاحة الكهربائية
{\displaystyle {\vec {E}}}: الحقل كهربائي
{\displaystyle {\vec {P}}}: الاستقطاب الكهربائي (متجه العزم ثنائي قطب الكهربائي).

فيزيائيا حقل الاستقطاب يصف تفاعل المادة واستجابتها للحقل الكهربائي للضوء (الضوء بطبيعته الموجية المكونة من حقلين، أحدهما كهربائي والآخر مغناطيسي)

### القابلية الكهربائية
في المواد ذوات الخواص المتجانسة والمواد الخطية الخواص، يكون متجه الاستقطاب P مرتبطاً بعلاقة طردية مع الحقل الكهربائي.
{\displaystyle \mathbf {P} =\chi \varepsilon _{0}\mathbf {E} }
حيث أن χ هي القابلية كهربائية للمادة، والعلاقة بين الإزاحة الكهربائية D و الحقل الكهربائي E تعطى كالتالي:

{\displaystyle \mathbf {D} =\varepsilon _{0}\mathbf {E} +\chi \varepsilon _{0}\mathbf {E} =\varepsilon _{0}(1+\chi )\mathbf {E} =\varepsilon \mathbf {E} }
حيث أن :{\displaystyle \varepsilon =\varepsilon _{0}(1+\chi )} 

و {\displaystyle \varepsilon } هو عامل سماحية المادة. القيمة 1+χ يطلق عليها السماحية النسبية للمادة وترتبط مع معامل الانكسار (للمواد غير المغناطيسية) بالعلاقة التالية:

{\displaystyle n={\sqrt {1+\chi }}}
n هو معامل الانكسار

## المواد غير المتجانسة
في المواد غير المتجانسة، كالبلورات مثلا (crystals)، فإن حقل الإستقطاب P ليس له بالضرورة نفس إتجاه الحقل الكهربائي للضوء. فيزيائيا يمكن وصف هذه الحالة بأن الأقطاب الكهربائية للمادة الناشئة عبر تأثير حقل كهربائي تميل لأخذ إتجاهات (استقطاب) مفضلة أكثر من غيرها، وفقا لطبيعة البلورة. يمكن صياغة العلاقة كالآتي:
{\displaystyle \mathbf {P} =\varepsilon _{0}{\boldsymbol {\chi }}\mathbf {E} .}
بخلاف المواد متوحدة الخواص فإن χ ليس كمية ثابتة وإنما مصفوفة (tensor)، ويصف القابلية الكهربائية للمادة:
{\displaystyle {\begin{pmatrix}P_{x}\\P_{y}\\P_{z}\end{pmatrix}}=\varepsilon _{0}{\begin{pmatrix}\chi _{xx}&\chi _{xy}&\chi _{xz}\\\chi _{yx}&\chi _{yy}&\chi _{yz}\\\chi _{zx}&\chi _{zy}&\chi _{zz}\end{pmatrix}}{\begin{pmatrix}E_{x}\\E_{y}\\E_{z}\end{pmatrix}}}
ويمكن كتابته بالصيغة الجمعية كالآتي:
{\displaystyle P_{i}=\varepsilon _{0}\sum _{j\in \{x,y,z\}}\chi _{ij}E_{j}\quad }
بما أن χ ليست قيمة ثابتة بل مصفوفة، فإن المتجه P ليس بالضرورة متناسب خطياً مع المتجه E.
في المواد غير المغناطيسية χij = χji، فإن محتوى χ يكون حقيقيا ومتطابق.

بمراعاة النظرية الطيفية، يمكن تحليل عناصر المصفوفة باختيار المحاور الصحيحة، وبتصفير كل العناصر في المصفوفة ما عدا χ(xx), χ(yy) and χ(zz) ، هذا يُنتج العلاقات الرياضية التالية للإستقطاب في كل من الإحداثيات في المحاور الثلاثة:

{\displaystyle P_{x}=\varepsilon _{0}\chi _{xx}E_{x}}
{\displaystyle P_{y}=\varepsilon _{0}\chi _{yy}E_{y}}
{\displaystyle P_{z}=\varepsilon _{0}\chi _{zz}E_{z}}
الإتجاهات z ،y ،x تعرف بأنها المحاور الرئيسية للمادة. هذه المحاور تكون متعامدة على بعضها في حالة أن المصفوفة χ مكونة من عناصر حقيقة (غير مركبة)، بمعنى أن معامل الانكسار (الذي يواجهه الضوء) في هذه الحالة أيضا حقيقي في كل الإتجاهات.

بالعودة إلى معادلة ماكسويل الرابطة بين الإزاحة الكهربائية والحقل الكهربائي، يمكن صياغتها كالآتي:
{\displaystyle \mathbf {D} =\varepsilon _{0}\mathbf {E} +\mathbf {P} =\varepsilon _{0}\mathbf {E} +\varepsilon _{0}{\boldsymbol {\chi }}\mathbf {E} =\varepsilon _{0}(I+{\boldsymbol {\chi }})\mathbf {E} =\varepsilon _{0}{\boldsymbol {\varepsilon }}\mathbf {E} .}
حيث أن ε هو معامل السماحية النسبي للمادة (لاحظ أنه مصفوفة وليسة قيمة ثابتة هنا). ينتج عن ذلك أن معامل الانكسار هو أيضا ليس قيمة ثابتة وإنما مصفوفة متغيرة.

### مثال
لنفترض أن الضوء ينتشر بإتجاه المحور ع (z-axes) ولنفرض أنه مستقطب خطياً بشكل موازي لمحور السينات (x-axes)، في هذه الحالة، فإن الضوء يتأثر بمصفوفة القابلية الكهربائية χxx و بمعامل السماحية النسبي εxx. لهذا يكون معامل الانكسار:

{\displaystyle n_{xx}=(1+\chi _{xx})^{1/2}=(\varepsilon _{xx})^{1/2}}
نفس الأمر فيما لو كان إتجاه الإستقطاب موازيا لمحور الصادات (y-axes)، فتكون الصيغة:
{\displaystyle n_{yy}=(1+\chi _{yy})^{1/2}=(\varepsilon _{yy})^{1/2}}
وهكذا فإن هذه الموجات الضوئية سوف تتعرض لمعاملين انكسار مختلفين وسنتشر بسرعتين مختلفتين. هذه الظاهرة تعرف بظاهرة الانكسار المزدوج وتحدث في بعض من البلورات المعروفة مثل بلورة الكالسيت وبلورة الكوارتز.
إذا كانت χxx = χyy ≠ χzz، فيطلق على البلورة في هذه الحالة بلورة أحادية المحور (uniaxial crystal).أما إذا كانت χxx ≠ χyy ≠ χzz فيطلق على هذا النوع بلورة ثنائية المحور (biaxial crystal).
 
البلورة أحادية المحور تتصف بأن لها معاملين انكسار إثنين، أحدهما يوصف بأنه متسق (ordinary inex: no) للضوء المستقطب في المحورين x و y. والآخر بأنه استثنائي (extraordinary index: ne) عندما يكون الإستقطاب باتجاه المحور العمودي عليهما ولو جزئيا، أي باتجاه محور z.

يطلق على البلورة الأحادية بأنها موجبة إذا كان ne > no وسالبة إذا كان العكس. الضوء المستقطب بزاوية عن المحاور x و y سيكون له سرعات زاوية مختلفة حسب قيمة كل جزء من الإستقطاب (في كل من المحاور)، ولا يمكن وصفه بمعامل الانكسار. عادة ما يستعمل المؤشر الإهليجي لوصف انتشاره في هذه الحالة.